# Estadi Prince Louis Rwagasore
L'Estadi Prince Louis Rwagasore és un camp de futbol situat a la ciutat de Bujumbura, Burundi. El seu nom es deu fa referència a l'heroi de la independència Louis Rwagasore.